# 大卧龙村
大卧龙村是中国山东省烟台市栖霞市（原栖霞县）庄园街道下辖的行政村，城乡分类代码为220。

## 旅游景点
- 牟氏庄园
- 栖霞国路夼生态旅游区
- 长春湖水利风景区
- 栖霞太虚宫
- 天崮山景区

## 特产
- 烟台绿茶
- 牙山黑绒山羊
- 栖霞苹果
- 扒原壳鲍鱼
- 栖霞红富士苹果

## 外部連結
- 大卧龙村介绍-山东省烟台市栖霞市庄园街道大卧龙村资料简介 （页面存档备份，存于）